# Maria Morales
Maria Carmenza Morales Rendón (Itagüí, 21 de julho de 1966) é uma triatleta profissional colombiana.
Maria Morales representou seu país nas Olimpíadas de 2000 ficando em 37º.